# 頴川重寛
頴川 重寛（潁川 重寛、えがわ しげひろ、1831年11月5日（天保2年10月2日） - 1891年（明治24年）4月21日）は、江戸時代後期（幕末）から明治にかけての外交官、唐通事（通訳／通詞）、教育者。東京外国語学校（現・東京外国語大学）教授、東京商業学校（現・一橋大学）教授。通称は保三郎。

## 人物・経歴

### 長崎時代
1831年（天保2年）、肥前長崎で唐通事の家系に生まれ、葉姓の頴川家八代目で、通称は保三郎である。鄭幹輔から中国語（南京官話）の指導を受ける。
1857年（安政4年）、江戸学問所に勤める。
1862年（文久2年）、長崎崇福寺内の空地に唐通事たちが長崎奉行の許可を得て長年積立てた資金で、その子弟のための訳家学校を設置し、中国語と英語の学習教授が行われると、その訳家学校（唐通事学校）で教授方の一人として教える。中国語を教える「本業教授方」として、呉泰蔵、鄭右十郎（のち鄭永寧）、頴川保三郎、英語を教える「洋学世話掛」として、彭城大次郎、何礼之助、平井義十郎が務めた。
1867年（慶應3年）7月を以て、長崎唐通事は制度上終了し、半年後に江戸幕府の長崎支配が終わり、新政権により長崎奉行所が接収され、機能としても終焉を迎える。しかし、旧唐通事は近世から積み重ねられた対外関係の事務処理能力を保持していたことから、明治維新直後の新組織体制に編入され、旧唐通事のほとんどが長崎府の職員に採用されることとなる。そうした動きの中で頴川保三郎は、長崎府外国管事役所掛取締助役となった。
その後、各開港場行政機構の拡充整備にあたって、旧長崎地役人が多く大坂・神戸・横浜に派遣され、旧唐通事たちも各開港都市に赴任していくことになるが、1868年（明治元年）には、頴川保三郎は神戸へ赴き、翻訳方である呉碩（先名：碩三郎）は大坂に赴任することとなり、7月には林道三郎（のち初代香港副領事）が神奈川県通辨役を任じられた。

### 明治新政府外交官、教育者として活躍
1870年（明治3年）には、前年に外国官として既に新政府に仕えていた唐通事の鄭永寧の推薦により外務省に入り、外務省三等書記官に任じられる。この頃から、頴川塾（中国語南語を教える）も運営しており、門下として川崎近義が学んでいる。
その後、遣清大使に従い、通訳の職務を務めた。
日本の開国後、他国と外交通商貿易の進展にともない、条約の締結が急がれるようになるが、外務省にも部局内で外交交渉を担う通訳を育成するため、1871年（明治4年）2月、漢語学所と洋語学所（ロシア語、ドイツ語を教える）がそれぞれ開設される運びとなった。漢語学所の教師はすべて長崎唐通事の出身で、鄭永寧が責任者（職務は督長）となり、頴川重寛（職務は督長兼教導）が教学の中心となる指導体制となった。この頃、頴川塾では、のちに外交官となりイソップ物語を中国語に訳した中田敬義も学んだ。
1873年5月には、漢語学所と洋語学所は外務省から文部省に移され、外国語学所となり、潁川は他の講師や生徒とともに神田一ツ橋に移った。さらに同年11月、外国語学所は、開成学校語学生徒ノ部と独逸学教場の2校と合併して東京外国語学校となり、頴川は引き続き東京外国語学校教諭を務め、漢語学所はこの学校の漢語学科として引き継がれた。
その間、日本政府の清国との交渉は北京で行われていたが、新政府は北京官話の重要性を認め、北京官話ができる通訳人材を北京で育成するため、1876年に漢語学科に生徒3名の派遣を要請した。外交上、北京官話が重要になっていくことは、頴川らを含め長崎唐通事の南京官話の役目が終わることを意味したが、講師らは北京官話を教える必要に迫られたものの、そもそも北京官話を知らない状況だった。そこで、頴川らは、当時1冊しかなかった北京官話の教科書であるウェードの『語言自邇集』（1867）を講師陣で書写し、北京から来た清人に一から北京官話の発音を習い、時代への対応を進めた。
1884年には、東京外国語学校に所属（附属）高等商業学校が設置され、1885年9月には東京外国語学校・同校所属高等商業学校および（旧）東京商業学校を統合して（新）東京商業学校が発足すると、東京商業学校の教授となった。この時、旧（東京外語）所属高等商業学校は「第一部」、東京商業学校は「第二部」、東京外国語学校は「第三部」と改編されるが、こうした文部省による再編の中で、旧外国語学校の学生たちは、商業学校への移行に反対し、退学をする学生も多かった。
1886年1月には東京商業学校第一部を「高等部」、第二部を「普通部」、第三部を「語学部」と改称し、翌月には東京商業学校高等部・語学部は廃止される運びとなるが、大方の生徒は自主退学し、頴川ら講師陣も退職となった。
その後、頴川はしばらく江戸で過ごしたのちに病となり、1888年（明治21年）に長崎に帰郷して余生を過ごし、1891年（明治24年）に亡くなった。
1904年（明治37年）に、長崎崇福寺に62名の頴川重寛の門弟によって『頴川重寛先生之碑』が、鄭幹輔の碑の傍らに建てられた。門人として碑の題字は、中田敬義、撰文は草場謹三郎、書丹は北条直方である。顕彰碑の前にはポルトガル原産のホルトの樹が茂っている。鄭幹輔と頴川重寛の碑は戦前に拓本されて、長崎市立博物館（現・長崎歴史文化博物館）に保存されている。
頴川夫妻の墓も崇福寺後山の最上部にある巨大な円弧型の石壁で囲まれた頴川家墓地にあり、そこは長崎湾が一望できる場所である。